# Даниїл Стовпник
Даниїл Стовпник (грец. Δανιήλ τοῦ Στυλίτου; 410 — 11 грудня 490) — християнський святий, аскет, стовпник, шанується у лику преподобних.

## Житіє
Преподобний Даниїл Стовпник народився у селі Вифара (за іншими джерелами Марафа, Мифара чи Вітара), поблизу міста Самосати в Месопотамії. Батьки його Ілля та Марфа були християнами. Довго не могли мати дітей і в молитвах дали обітницю, якщо народиться дитина, присвятити її Господу. Молитва була почута, і Марфа народила сина, який до 5 років ріс без імені. Батьки хлопчика хотіли, щоб народжений з благовоління Божого також від Бога отримав би і ім'я.

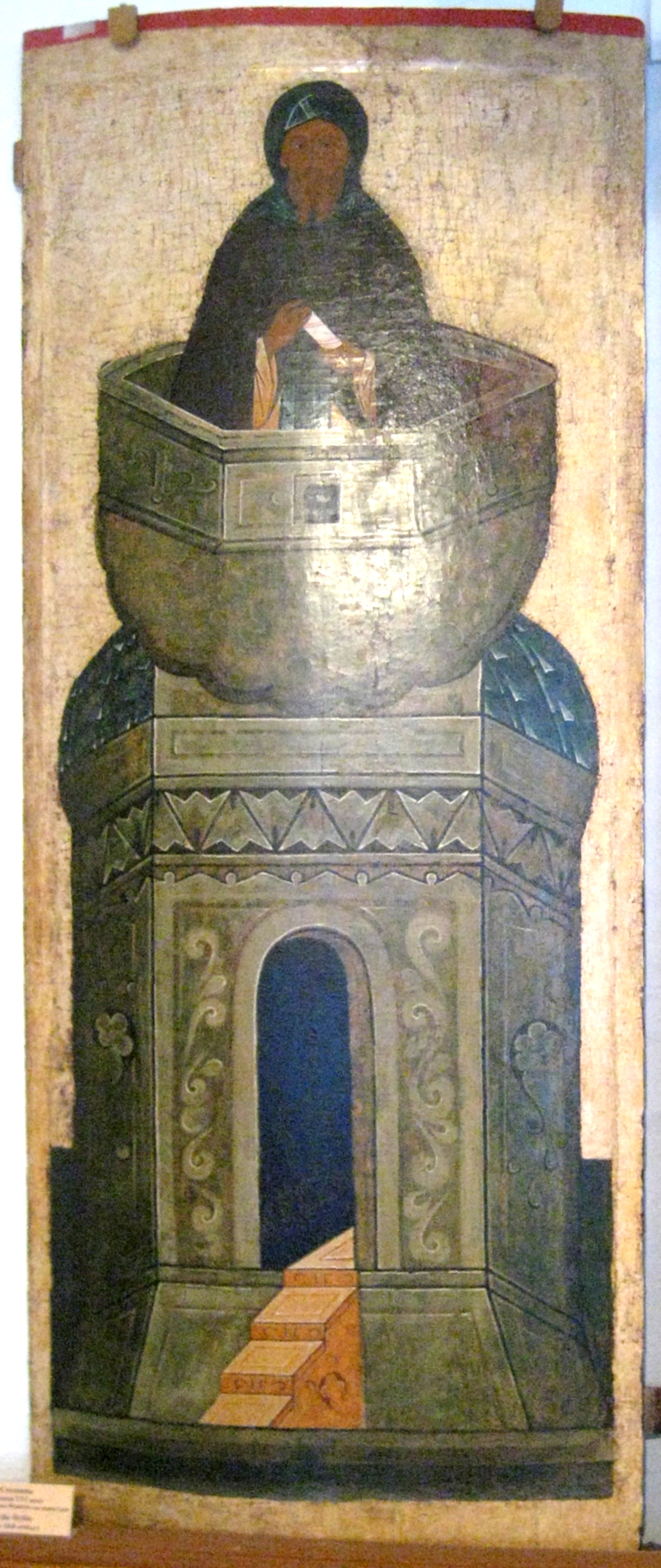
Ікона XVI століття

Одного разу, вони привели сина в монастир, що знаходився поблизу і звернулися до ігумена. Ігумен звелів подати одну з Богослужбових книг і, навмання розгорнувши її, знайшов у ній слова пророка Даниїла. Так юнак отримав ім’я. Батьки просили, щоб хлопчик залишився в монастирі, але ігумен не прийняв його, так як той був ще дуже малий.
У 12 років, нікому не кажучи, хлопчик сам пішов з дому до монастиря.
Батьки зраділи, коли дізналися, де знаходиться син, і прийшли до монастиря. У недільний день ігумен здійснив постриг хлопця та заборонив батькам часто відвідувати сина. Братія обителі дивувалася подвигам ченця.
Одного разу ігумен у справах відправився в Антіохію, взявши з собою і Даниїла. По дорозі вони проходили повз місце, де на високому стовпі трудився преподобний Симеон Стовпник. Даниїло, побачивши стовпника, який в молитві відбував свій подвиг, незважаючи на всі позбавлення та негоду, запалав бажанням подвизатися таким же чином. Симеон Стовпник передрік юному ченцеві, що і він понесе такий самий подвиг. Преподобний Даниїл продовжив подвижницьке життя в затворі.
Коли в видінні йому було вказано місце нового подвигу, то з благословення святого Симеона, Даниїл віддалився в околиці Константинополя, під Фракію, оселившись на місці занедбаного язичницького капища, разом з двома учнями, вони побудували стовп, на якому преподобний Даниїл провів 33 роки, де йому довелося зазнати багато бісівських спокус.
Життєпис повідомляє, що Даниїл був удостоєний від Бога дару чудотворення і зцілення. Місце його відлюдництва стало притягувати паломників і стражденних, які зверталися до нього за допомогою. Ближче до кінця свого життя Данило був висвячений на пресвітера (хіротонію здійснив Константинопольський патріарх, а сам Даниїл навіть не зійшов зі стовпа).
У IX столітті Іосиф Піснеписець і Феодор Студит написали на день святого Даниїла Стовпника деякі піснеспіви, які нині виконуються Церквою.
Досягнувши в своїх великих подвигах глибокої старості, преподобний Даниїл, заповідавши учням своїм смирення, слухняність, піст, убогість і якнайбільше любов, помер у 80 років, у 489 році, смертю праведника.
Помер преподобний Даниїл 11 грудня в 489 або 490 році, провівши на стовпі 33 роки.

## Мощі
Чудотворні мощі його були встановлені при стовпі, на якому трудився він і при якому згодом була зведена, старанністю царя, церква в ім'я преподобного Симеона Стовпника.
Поховали преподобного біля його стовпа, а поруч захоронили мощі трьох святих отроків Вавилонських – Ананії, Азарії і Мисаїла, згідно із заповітом самого подвижника, – щоб паломники поклонялися не його могилі, а молилися до святих отроків.

## Пам'ять
У православній та католицькій церквах пам'ять здійснюється 11 грудня.

## Іконографія

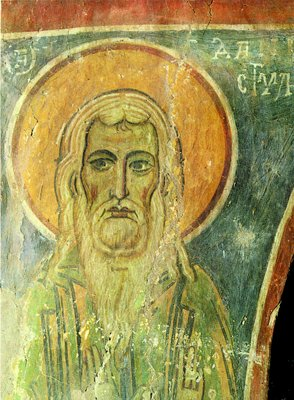
Прп. Даниїл Стовпник. Фрагмент розпису церкви Панагії Мавріотиси в Касторії. Кін. XII ст.

Святий  Даниїл заззвичай зображується сивочолим старцем з довгою загостреною або окладистою бородою, в чернечому одязі, з куколем на голові або на плечах, з молитовно складеними у грудях або з піднятими (як у Оранти) руками, іноді з сувоєм в руках, на стовпі.
Нерідко подвижник представлений разом зі святими, що прославилися тим же подвигом стовпництва (напр., на мініатюрі з Лондонського Псалтиря (Lond. Add. 19352. Fol. 3, 16, 26, 1066 р.), — між преподобними Симеоном і Аліпієм Стовпниками; на іконі «Преподобні Симеон Стовпник і Данило Стовпник», сер. XVI ст.).

## Чудеса
За роки, які святий Даниїл Стовпник провів на стовпі, за його посередництва було здійснено безліч чудес: він зцілив сина колишеього префекта Константинополя Кіра, позбавив від глухоти і німоти дітей, вигнав біса з блудниці, яку єретики намовили обмовити святого, лікував прокажених і кульгавих. Преподобний Даниїл, незважаючи на виразки на ногах, являв чудеса довготерпіння: під час сильної негоди учні знайшли святого, покритого кіркою льоду. З великими труднощами вони змогли відігріти його, і лише після довгих умовлянь прп.Даниїл погодився, щоб на стовпі був споруджений залізний навіс.
Він бачив серця людські до самих глибин і нерідко викривав лукавство, тих, що  приходили до нього. Але при цьому прп. Даниїл був незлобивий і не мстив, а був добрим  до кривдників. З численних пророкувань преподобного найбільш значним було пророцтво про сильну пожежу в Константинополі.
Золотар один приніс сина свого, кривого від народження, що ледь на ноги ступити міг, але, ніби змія, черевом по землі повзав. Його блаженний Даниїл відіслав до церкви преподобного Симеона, звелів святі його мощі на ноги кривому хлопцеві покласти. І коли це сталося, скочив кривий, як олень, і прибіг до стовпа Даниїлового, радіючи і славлячи Бога.
Сотник один з Іспанії мав велику до преподобного віру, і коли траплялося комусь з дому його: з рабів, чи з родичів, чи з друзів — хворіти, писав до преподобного, просячи зцілення. І коли до нього від преподобного відповідь приносили, клав те на хворого — і зразу хворий діставав зцілення.
За три дні до блаженної кончини, опівночі, кілька учнів сподобилися побачити, як до преподобного прийшли всі святі угодники, – пророки, мученики, апостоли і веліли йому причаститися Святих Таїн. У день смерті Даниїла Стовпника біснуватий, який завжди сидів біля стовпа преподобного, побачив ангелів, котрі спускалися з неба по угодника Божого. Після цього одержимий зцілився.
Його поховання супроводжувалося знаменнями. Патріарх Євфимій I, клір і чиновники попрощалися з Даниїлом Стовпником піднявшись по спіральному підйомі на стовп, тіло загорнули в плащ, прив'язали до дерев'яного щита і поставили вертикально, так що протягом декількох годин всі могли його бачити. Над тілом кружляли два голуба і в повітрі були видні три хреста. При спуску тіла священиками і патріархом сталася тиснява, бо багато хто хотів доторкнутися до тіла святого, але чудесним чином ніхто не постраждав.

## Храми, монастирі та дзвіниці
- Україна. Львівська область, Мтстиський район, с.Макунів. Храм преподобного Даниїла Стовника. 1880 р.
- У "Галицько-Волинському" літописі згадується монастир святого Даниїла (Стовпник), в Угровську, в якому до переведення в Холм знаходилась окрема єпископія.
- Росія. Москва. Свято-Данилів чоловічий монастир. 1282 р.
- Росія. Красноярський край, м.Єнісейськ, територія Іверського монастиря. Дзвіниця прп.Даниїла Стовпника. 1892-1894 рр. 1923 — знищена більшовиками.
- Росія. Тверська область, Торжокський район, село Васил'єва Гора. Дзвіниця прп.Даниїла Стовпника. 1792 р.

## Див.також
- Симеон Стовпник
- Сава Вішерський
- Аліпій Стовпник
- Микита Стовпник